# Helô Pinheiro
Helô Pinheiro (nacida como Heloísa Eneida Menezes Paes Pinto; Río de Janeiro, 7 de julio de 1943) es una exmodelo, presentadora de televisión y estilista brasileña.

## Biografía
Fue la musa inspiradora de la célebre canción «Garota de Ipanema», compuesta por Tom Jobim y Vinícius de Moraes en 1962. En 1966 se casó con el ingeniero Fernando Mendes Pinheiro Das Dores, con quien tuvo cuatro hijos: Kiki (1972), Jô (1974), Ticiane (1976) y Fernando Pinheiro Junior (1980).
Es dueña de una cadena de locales de venta de bikinis llamada Girl from Ipanema, y publicó su autobiografía A Eterna Garota de Ipanema (2012, Ed. Aleph, 160 páginas, ISBN 9788576570837).